# The Sex Thief
Pour plus de détails, voir Fiche technique et Distribution.
The Sex Thief est un film britannique réalisé par Martin Campbell et sorti en 1973.

## Synopsis
Grant Henry, un écrivain de livres de poche trash devient voleur de bijoux la nuit.

## Fiche technique
- Titre original : The Sex Thief
- Réalisation : Martin Campbell
- Scénario : Michael Armstrong et Tudor Gates
- Musique : Michael Vickers
- Photographie : Grenville Middleton
- Montage : Peter Musgrave
- Production : Tudor Gates et Michael Style
- Société de production : Ocarina Films, Drumbeat et Rainbow
- Pays de production :  Royaume-Uni
- Genre : comédie érotique
- Durée : 89 minutes
- Dates de sortie : 
  - Royaume-Uni : 1973

## Distribution
- Jennifer Westbrook : Emily Barrow
- David Warbeck : Grant Henry
- Henry Rayner : l'agent de police
- Gerald Taylor : Herbert Barrow
- Michael Armstrong : le sergent Plinth
- Terence Edmond : l'inspecteur Smith
- Diane Keen : Judy Martin
- Christopher Neil : Guy Hammond
- Harvey Hall : Jacobi
- Gloria Maley : Angie
- Christopher Biggins : Porky Prescott
- Christopher Mitchell : Wensleydale
- Eric Deacon : Crabshaw
- Susan Glanville : Florinda Prescott
- Deirdre Costello : Jezebel
- David Landor : Guido

## Accueil
Le film a reçu la note de 1,5/5 sur AllMovie.